# Ivan Buraj
Ivan Buraj (* 24. února 1988, Bratislava) je československý divadelní režisér a dramatik.

## Studia
Během svých studií na Gymnáziu Pankúchova v Bratislavě byl členem poloamatérského Divadla LUDUS. V roce 2007 nastoupil na obor činoherní režie do ateliéru Iva Krobota a Petra Oslzlého na Janáčkově akademii múzických umění. V průběhu svého studia absolvoval pracovní stáž u amerického divadelního režiséra Roberta Wilsona, který v roce 2010 v pražském Národním divadle nazkoušel inscenaci Věc Makropulos podle stejnojmenného dramatického textu Karla Čapka. Studium režie dokončil roku 2012 absolventskou inscenací Princ Homburský dramatika Heinricha von Kleista. Na mezinárodním festivalu divadelních škol ISTROPOLITANA získala inscenace Cenu poroty.

## Divadelní tvorba

### HaDivadlo
V průběhu sezony 2012/2013 navázal spolupráci s HaDivadlem, pro jehož prostory Studia vytvořil autorskou inscenaci Kreatury: K ohni se mnou pojď! na motivy filmu Nebeská stvoření Petera Jacksona. Poté v HaDivadle nazkoušel autorskou variaci podle stejnojmenného románu spisovatele Franze Kafky Zámek (záře integrace), která měla posunout konvenční divadelní adaptování Kafky na českých jevištích. V roce 2015 byl jmenován uměleckým šéfem HaDivadla, v němž také zastával pozici kmenového režiséra.
Během sezony 2016/2017 vytvořil autorskou adaptaci modernistického románu Hermanna Brocha Náměsíčníci, za kterou obdržel ocenění Projekt roku na festivalu …příští vlna/next wave… 2017. Burajova adaptace Maloměšťáků podle dramatického textu Maxima Gorkého Měšťáci, spolu s režiemi Čechovova Strýčka Váni a Ibsenova Eyolfa tvoří linii reflektující problém realismu v kontextu izolovaných osobních realit a neschopnosti vnímat druhého. Dalším podstatným rysem této linie je tematizace radikální ekologie, která reaguje na klimatickou krizi a hledá cestu z pasti antropocentrismu.
V Praze roku 2019 zrežíroval adaptaci románu Maxe Frische Stiller v dramaturgii Jana Kačeny. Ve stejném roce byla na Nové scéně Národního divadla uvedena jeho inscenace Kosmos podle stejnojmenného románu polského spisovatele Witolda Gombrowicze. Maloměšťáci, Stiller a Kosmos dohromady tvoří trilogii, v níž je ústředním motivem kritika antropocentrizmu.
Buraj se ve své režijní práci věnuje mimo jiné moderním dramatům, jako je Havlova Vernisáž, ale i autorským dramatizacím modernistických děl, například Kafkův Zámek, Brochovi Náměsíčníci a Paní Bovaryová Gustava Flauberta.

### Divadlo v Dlouhé
Od sezony 2025/2026 je uměleckým šéfem v Divadle v Dlouhé. Svou koncepci staví na „nové upřímnosti a nové intimitě“, jakožto následující etapě po postmoderním divadle. Cílem je návrat k soucitu, střetu se spletitými otázkami a emocemi souvisejícími se současností.

## Kritika a vliv
Burajovu linii inscenací, které se vyznačují silným ekologickým podtextem – Strýček Váňa, Eyolf a Maloměšťáci – popsala teatroložka Marcela Magdová v kritickém čtrnáctideníku A2 slovy: „Ivan Buraj platí za politicky vyhraněného divadelního filosofa a demiurga. Ve svých jevištních pracích ohledává Baumanovu moderní „tekutou dobu“, neboli silně individualizovanou, konzumní, globalizovanou společnost, jejímž prostřednictvím pojmenovává plíživou planetární krizi. Burajovy inscenace často vycházejí z klasických textů a akcentují pocit bezesmyslnosti, pomíjivosti či prázdnoty lidského života, pro které hledá životaschopný ekvivalent.“

## Experimenty a nová divadelní forma
Ve svých režijních experimentech, v nichž zkoumá vztah osobního světa jedince s vnější realitou prostřednictvím „klasických děl,“ Buraj často naráží na rozpad divadelní formy a pátrání po formách nových, vycházejících z dokumentárních a autorských principů. Jako příklad lze jmenovat introspektivní jevištní esej Vnímání nebo inscenaci Naši, jevištní diskuzi založenou na reálných rozhovorech o klimatické krizi. Inscenace Naši získala Cenu za tvůrčí přínos na festivalu alternativních a experimentálních divadel Kopřiva 2023. Na textu k Našim se mimo Buraje podíleli i Pavel Sterec a Bohdan Karásek. Buraj a Karásek následně spolupracovali na textové předloze k inscenaci Humanismus 2022, která se zaměřuje na morální neklid v době války na Ukrajině.

## Styl a metoda
Burajova režijní tvorba reflektuje silně individualizovanou společnost a zaměřuje se na pocity bezsmyslnosti, pomíjivosti a prázdnoty života. Zkoumá realistickou tradici, kterou nabourává a redefinuje za pomoci multimediálních prostředků a rozmanité herecké estetiky. Specifická je jeho práce s časem, přičemž usiluje o dosažení extrémní pomalosti dění na jevišti.
Jako host režíroval též v Činoherním studiu Ústí nad Labem, Národním divadle, Studiu Hrdinů, Národním divadle moravskoslezském a Divadle Letí.

## Ocenění
- Cena poroty na mezinárodním festivalu divadelních škol ISTROPOLITANA za inscenaci Princ Homburský (2011, JAMU).[2]

- Nominace na Ceny Divadelních novin 2016 v kategorii Činoherní divadlo za režii Strýčka Váni (2016, HaDivadlo).[1]
- Ocenění Projekt roku na festivalu …příští vlna/next wave… 2017 za inscenaci Náměsíčníci (imitace a tušení) (2016, HaDivadlo).[2]
- Nominace na Cenu Josefa Balvína 2017 za inscenaci Náměsíčníci (imitace a tušení) (2016, HaDivadlo).[7]
- Cena Divadelních novin 2019 v kategorii Činoherní divadlo za režii inscenace Maloměšťáci (2018, HaDivadlo)[3]
- Nominace na Ceny divadelní kritiky za rok 2022 spolu s Bohdanem Karáskem za text Humanismus 2022 v kategorii Poprvé uvedená česká hra roku.[1]
- Nominace na Ceny Divadelních novin 2024 v kategorii činoherní divadlo za režii Cesta dlouhým dnem do noci (2024, Divadlo v Dlouhé).[8]

## Dílo

### Divadelní režie
- Princ Homburský (2011, Studio Marta)
- Domov dobrovolného otroctví (2012, Studio Marta)
- Kreatury: K ohni se mnou pojď! (2012, HaDivadlo)
- Zámek (záře integrace) (2014, HaDivadlo)
- Sestup a vzestup pana B. (2014, Divadlo Letí)
- Odsun!!! (2015, Národní divadlo moravskoslezské)
- Paní Bovaryová (2015, HaDivadlo)
- Strýček Váňa (2016, HaDivadlo)
- Vernisáž (2016, HaDivadlo)
- Náměsíčníci (imitace a tušení) (2016, HaDivadlo)
- Eyolf (2017, HaDivadlo)
- Maloměšťáci (2018, HaDivadlo)
- Stiller (2019, Studio Hrdinů)
- Kosmos (2019, Národní divadlo Praha)
- Naši – Studie rozhovoru o klimatické krizi (2020, HaDivadlo)
- Vnímání (2020, HaDivadlo)
- Tady je všechno ještě možné (2022, Činoherní studio)
- Nikola 2030, 2045, 2080 (2022, HaDivadlo)
- Humanismus 2022 (2022, HaDivadlo)
- Jenom konec světa (2023, HaDivadlo)
- Cesta dlouhým dnem do noci (2024, Divadlo v Dlouhé)
- Noc tribádek (2024, HaDivadlo)

### Autorské divadelní projekty
- Naši (2020)
- Vnímání (2020)
- Nikola 2030, 2045, 2080 (2022, HaDivadlo)
- Humanismus 2022 (2022)

### Dramatizace
- Franz Kafka: Zámek (2014)
- Gustav Flaubert: Paní Bovaryová (2015)
- Hermann Broch: Náměsíčníci (2016)